# Baskay Tóth Bertalan
Baskay Tóth Bertalan, 1931-ig Tóth Bertalan (Varsány, 1903. július 24. – Gödöllő, 1976. december 8.) mezőgazdasági mérnök, egyetemi tanár, a mezőgazdasági tudományok kandidátusa.

## Élete
Baskay Tóth Bertalan 1903. július 24-én született a Nógrád vármegyei Varsányban, alkalmazotti családban; apja körjegyző volt. Felesége Dingha Györgyi, leánya Baskay Györgyi (1941) mezőgazdasági mérnök.
1925-ben végzett a debreceni Gazdasági Akadémián, majd 1926-ban Németországban egészítette ki tanulmányait. 1931-ben a Pázmány Péter Tudományegyetemen növénytanból bölcsészdoktori oklevelet. szerzett, 1953-ban addigi tevékenységéért a mezőgazdasági tudományok kandidátusa lett.
1925–1927 között a Tápiószelei Magtermeltető és Növénynemesítő Üzem segédtisztje, 1927–1929 között a debreceni Gazdasági Akadémia Növénytermesztési Tanszék gyakornoka, 1929–1930-ban a keszthelyi Gazdasági Akadémia tanársegéde, 1930–1950 között Nógrád és Hont vármegyék gazdasági felügyelője, majd főfelügyelője, 1950–1962 között a Magyar Agrártudományi Egyetem, illetve az Agrártudományi Egyetem (ATE) intézeti tanára, 1962. június 19-étől egyetemi tanára, a Növénytermesztéstani Tanszék vezetője.

## Munkássága
Talajműveléssel, növénytermesztéssel foglalkozott. Jelentős eredményeket ért el a korszerű, istállótrágyás talajművelés, a legelő- és rétművelés elterjesztése, illetve a gyeptermesztés hasznosítása terén.
1945-ben az Országos Földbirtokrendező Tanács gazdasági szakértője és elnökhelyettese lett. 1947–1950 között Nógrád és Hont vármegye miniszteri biztosa volt. 1958–1974 között Gödöllő, illetve az Aszódi járás országgyűlési képviselőjeként is tevékenykedett, valamint a Pest megyei Népfront mezőgazdasági bizottságának elnöki tisztét is betöltötte.

## Elismerései
Egyetemi tanári kinevezése idején, az azzal kapcsolatos előterjesztés szerint már birtokosa volt a Szocialista Munkáért Érdeméremnek, a Munka Érdeméremnek és a Szocialista Kultúráért kitüntetésnek is.

## Emlékezete
- Emlékét őrzi az MTESZ által, a halála után alapított Baskay Tóth Bertalan-emlékérem.

## Főbb munkái
- Fejlődési vizsgálatok burgonyafajtákon. (Debrecen–Keszthely, 1931)
- Mohás lápképződmények Lesence-istvándon. (Mezőgazdasági Kutatások, 1935)
- Az istállótrágya. (Budapest, 1937; új kiadás 1939; 1940)
- Részletes növénytermesztéstan. (Budapest, 1951)
- Növénytermeléstan. Főiskolai tankönyv. Láng Gézával. (Budapest, 1952)
- Földműveléstan a talajtan alapjaival. A Növénytermeléstan c. főiskolai tankönyv átdolgozott és bővített kiadása. (Budapest, 1954)
- Korszerű talajművelés. (Budapest, 1954)
- A helyes vetéstechnika. (Budapest, 1955)
- A vízrendezés hatása a szécsényi Ipoly menti rétek gyepnövény-állományára. (Agrártudományi Egyetem Mezőgazdaságtudományi Kara Közleményei, 1961)
- Legelő- és rétművelés. (Budapest, 1962; 2. átdolgozott kiadás 1966)
- Gyeptermesztés és hasznosítás. Barcsák Zoltánnal, Prieger Károllyal. (Budapest, 1978).